# Попова Ганна Никифорівна
Ганна Никифорівна Попова (24 квітня 1936, село Керш-Борки, тепер Моршанського району Тамбовської області, Російська Федерація — ?) — українська радянська діячка, новатор сільськогосподарського виробництва, бригадир тракторно-рільничої бригади радгоспу «Врубівка» Лисичанського району Луганської області. Депутат Верховної Ради УРСР 7-го скликання.

## Біографія
Народилася у родині робітника. У 1956 році закінчила агрономічне відділення Сталінського (Донецького) сільськогосподарського технікуму.
З 1956 року — бригадир тракторно-рільничої бригади радгоспу «Врубівка» смт. Врубівки Лисичанського (Попаснянського) району Луганської області. У 1966 році бригада Попової одержала по 26,5 центнера озимої пшениці з гектара, добилася значних успіхів у вирощуванні інших зернових культур.
Потім — на пенсії у смт. Врубівка Попаснянського району Луганської області.

## Нагороди
- орден «Знак Пошани» (1966)
- ордени
- медалі